# PUNCH
『PUNCH』（パンチ）は、ザ・クロマニヨンズの13thアルバムである。2019年10月9日リリース。

## 概要
先行シングル「クレーンゲーム」を含む12曲入りのアルバムである。
販売は通常盤、アナログ盤の2形態で発売された。
音源は全編モノラルでの収録となっている。

## 収録曲
| 全編曲: ザ・クロマニヨンズ。 |                      |            |       |
| #                            | タイトル             | 作詞・作曲 | 時間  |
| 1.                           | 「会ってすぐ全部」   | 甲本ヒロト | 2:52  |
| 2.                           | 「怪鳥ディセンバー」 | 真島昌利   | 3:20  |
| 3.                           | 「ケセケセ」         | 甲本ヒロト | 3:49  |
| 4.                           | 「デイジー」         | 真島昌利   | 2:27  |
| 5.                           | 「ビッグチャンス」   | 甲本ヒロト | 3:05  |
| 6.                           | 「小麦粉の加工」     | 真島昌利   | 4:23  |
| 7.                           | 「クレーンゲーム」   | 真島昌利   | 3:43  |
| 8.                           | 「ガス人間」         | 甲本ヒロト | 2:13  |
| 9.                           | 「整理された箱」     | 真島昌利   | 3:58  |
| 10.                          | 「リリイ」           | 甲本ヒロト | 3:41  |
| 11.                          | 「長い赤信号」       | 真島昌利   | 4:25  |
| 12.                          | 「ロケッティア」     | 甲本ヒロト | 2:01  |
| 合計時間:                    | 合計時間:            | 合計時間:  | 39:57 |

## 参加アーティスト
ザ・クロマニヨンズ
- 甲本ヒロト（ボーカル）
- 真島昌利（ギター）
- 小林勝（ベース）
- 桐田勝治（ドラムス）